# Приволзько-Уральський військовий округ

Приволзько-Уральський військовий округ

Приво́лзько-Ура́льський військо́вий о́круг (ПУрВО)  — військовий округ Збройних сил Радянського Союзу та Збройних сил Російської Федерації.
Командування військового округу знаходилось у Єкатеринбурзі.
Свою історію веде з Казанського військового округу Російської імперії створеного 6 серпня 1864 року.
Округ утворювався двічі шляхом злиття Приволзького й Уральського військового округів. Вперше 17 вересня 1989 року, що було зумовлене роззброєнням й скороченням чисельності війська у Горбачевські роки. В 1992 році знову округ був розділений і об'єднаний вже в 2001 році.
1 грудня 2010 року в ході військової реформи 2008–2010 років військове групування Приволзько-Уральського військового округу разом з військовим угрупуванням західної частини Сибірського військового округу увійшли до новоствореного Центрального військового округу (ЦВО).

## Наземні війська
Станом на 2009 рік до складу військового округу входили:
- Бойові підрозділи:
  - 7-а гвардійська окрема танкова бригада «Оренбурзько-козацька», (Чебаркуль)
  - 15-а гвардійська окрема мотострілецька бригада «Берлінська» (Рощинський, Самарської області). Військова частина № 90600. Позиціонувалась як миротворча. На 2005 рік була укомплектована повністю контрактниками. Колишній 589-ий окремий мотострілецький полк. У квітні 2008 була відвідана японським міністром оборони. У серпні 2008 один підрозділ взяв участь у Російсько-Грузинській війні.
  - 21-а гвардійська окрема мотострілецька бригада «Омська-Новобурзька», у Тоцькому Оренбурзької області
  - 23-а гвардійська окрема мотострілецька бригада «Петроковська Волзько-козацька» у Самарі районі Кряж
  - 28-а окрема мотострілецька бригада «Сімферопільська», у Катеринбурзі
  - 201-а військова база «Гатчинська», у Душамбе Таджикистану
  - 3-а гвардійська бригада спеціального призначення «Варшаво-Берлінська», У Рощинському Самарської області

31-а гвардійська окрема десантно-штурмова бригада, Ульянівськ; під командуванням російських повітряно-десантних військ у Москві. Брала участь у Російському військовому вторгненні на Донеччині.
473-й окружний навчальний центр Центрального військового округа, Штаб у Єланському Свердловської області. Всього складається з 7 центрів розташованих у різних військових округах
- Ракетні й артилерійські підрозділи:
  - 92-а ракетна бригада у Кам'янці Пензенської області
  - 119-а ракетна бригада у Єланському Свердловської області
  - 385-а гвардійська артилерійська бригада «Одеська», в Бершеть Пермського краю або в Тоцьке Оренбурзької області
  - 950-й зенітно-артилерійський полк, у Бузулуці
  - Артилерійська резервна база, у Бузулуці
  - 581-й окремий артилерійський розвідувальний батальйон
- Протиповітряні підрозділи:
  - 297-а протиповітряна ракетна бригада у Уфі укомплектована ракетним комплексом «Бук»
- Радіолокаційні підрозділи:
  - 40-а окрема радіотехнічна бригада у Марксі Саратівської області
  - 173-й окремий радіотехнічний батальйон у Самарі
- Інженерні підрозділи:
  - 56-й інженерно-саперний полк у Алкіно-2 біля Уфи
  - 774-й окремий інженерно-саперний батальйон у Чебаркуль
  - 7025-а база зберігання та ремонту озброєння і техніки
- Підрозділи радіаційного, хімічного та біологічного захисту:
  - 29-а бригада радіаційного, хімічного та біологічного захисту у Катеринбурзі
  - 319-й батальйон радіаційного, хімічного та біологічного захисту у Чапаєвську Самарської області
- Підрозділи зв'язку:
  - 59-а бригада зв'язку (зв'язковий центр) «Сиваська» у Катеринбурзі
  - 179-а територіальна бригада зв'язку
  - 191-й окремий полк зв'язку у Самарі
  - 153-й окремий (тиловий) батальйон зв'язку
  - 836-й окремий радіорелейний кабельний батальйон зв'язку у Рощинському Самарської області
  - 1583-й окремий батальйон радіоелектронної боротьби у Самарі

## Повітряні сили

### Військово-повітряні бази
- Араміл
- Балашов
- Білий Ключ
- Безенчук
- Бобрівка
- Больше Савине-Сокол
- Енгельс
- Єкатеринбург-Кольцове
- Кінель-Черкаси
- Оренбург-Центральний
- Озінки
- Петрівськ
- Пугачов
- Ртіщеве
- Саранськ
- Сінне
- Сизрань
- Тоцьке-2
- Упрун-Троїцьк
- Уфа
- Чебенки
- Челябинськ-15

## Командувачі
- генерал армії Володимир Болдирєв (2004)